# Llista de topònims de Foradada
Llista de topònims (noms propis de lloc) del municipi de Foradada, a la Noguera
Informació actualitzada per un bot. Els canvis manuals es perdran quan s'actualitzi!

## cabana
| imatge | Nom                  | Ubicat a | instància de | Detalls | coordenades                                                         | Protecció | Commons (més fotos) | Dades a WD                    |
| ------ | -------------------- | -------- | ------------ | ------- | ------------------------------------------------------------------- | --------- | ------------------- | ----------------------------- |
|        | Cal Jou              | Foradada | cabana       |         | 41° 52′ 24″ N, 1° 02′ 06″ E / 41.8733463413789°N,1.03498159620996°E |           |                     | Modifica les dades a Wikidata |
|        | Coberts de la Lluïsa | Foradada | cabana       |         | 41° 53′ 04″ N, 1° 00′ 03″ E / 41.8843933207677°N,1.00086086949045°E |           |                     | Modifica les dades a Wikidata |
|        | Coberts del Lledós   | Foradada | cabana       |         | 41° 52′ 33″ N, 1° 00′ 52″ E / 41.8758311910606°N,1.01451595248038°E |           |                     | Modifica les dades a Wikidata |
|        | cabana del Toi       | Foradada | cabana       |         | 41° 51′ 53″ N, 1° 00′ 07″ E / 41.8646445279732°N,1.00200656731772°E |           |                     | Modifica les dades a Wikidata |
|        | cobert del Serentill | Foradada | cabana       |         | 41° 53′ 56″ N, 1° 00′ 41″ E / 41.8989853074251°N,1.01133941337874°E |           |                     | Modifica les dades a Wikidata |
|        | era del Peret        | Foradada | cabana       |         | 41° 52′ 21″ N, 1° 01′ 58″ E / 41.8724245863319°N,1.03269625837035°E |           |                     | Modifica les dades a Wikidata |

## casa
| imatge | Nom                     | Ubicat a | instància de | Detalls                     | coordenades                                                                             | Protecció                   | Commons (més fotos)     | Dades a WD                    |
| ------ | ----------------------- | -------- | ------------ | --------------------------- | --------------------------------------------------------------------------------------- | --------------------------- | ----------------------- | ----------------------------- |
|        | Cal Valeri              | Foradada | casa         | Estil: arquitectura popular | 41° 53′ 12″ N, 1° 01′ 22″ E / 41.886579°N,1.022691°E                                    | bé cultural d'interès local | Cal Valeri (Montsonís)  | Modifica les dades a Wikidata |
|        | Casa d'en Josep Guàrdia | Foradada | casa         | Estil: arquitectura popular | 41° 52′ 38″ N, 1° 00′ 48″ E / 41.877086°N,1.0134°E                                      | bé cultural d'interès local | Casa d'en Josep Guàrdia | Modifica les dades a Wikidata |
|        | Casa l'Abadia           | Foradada | casa         | Estil: arquitectura popular | 41° 53′ 12″ N, 1° 01′ 21″ E / 41.886764°N,1.022404°E                                    | bé cultural d'interès local | Casa l'Abadia           | Modifica les dades a Wikidata |
|        | Castellot de Marcovau   | Foradada | casa         | Estil: arquitectura popular | 41° 52′ 05″ N, 1° 02′ 00″ E / 41.868127°N,1.033297°E ca:Carrer Major, Marcovau 418 msnm | bé cultural d'interès local | Castellot de Marcovau   | Modifica les dades a Wikidata |

## castell
| imatge | Nom                      | Ubicat a  | instància de | Detalls                           | coordenades                                                                                    | Protecció                                            | Commons (més fotos)      | Dades a WD                    |
| ------ | ------------------------ | --------- | ------------ | --------------------------------- | ---------------------------------------------------------------------------------------------- | ---------------------------------------------------- | ------------------------ | ----------------------------- |
|        | Castell de Malagastre    | Foradada  | castell      |                                   | 41° 53′ 41″ N, 1° 00′ 58″ E / 41.894606°N,1.01614°E ca:Al Puig d'Antona, Foradada 429 msnm     | bé d'interès cultural                                | Castell de Malagastre    | Modifica les dades a Wikidata |
|        | Castell de Marcovau      | Foradada  | castell      | Estil: arquitectura popular       | 41° 52′ 04″ N, 1° 01′ 59″ E / 41.867895°N,1.033162°E                                           | bé cultural d'interès local                          | Castell de Marcovau      | Modifica les dades a Wikidata |
|        | Castell de Montsonís     | Montsonís | castell      | Estil: historicisme arquitectònic | 41° 53′ 14″ N, 1° 01′ 21″ E / 41.88713889°N,1.02248056°E ca:Plaça del Castell 380 msnm         | bé d'interès cultural bé cultural d'interès nacional | Castell de Montsonís     | Modifica les dades a Wikidata |
|        | castell de Rubió de Sòls | Foradada  | castell      | 11st century                      | 41° 54′ 25″ N, 0° 59′ 03″ E / 41.906847156606°N,0.98418944139537°E ca:A Rubió de Baix 376 msnm | bé d'interès cultural bé cultural d'interès nacional | Castell de Rubió de Sols | Modifica les dades a Wikidata |

## entitat singular de població
| imatge | Nom           | Ubicat a | instància de                                   | Detalls             | coordenades                                                                  | Protecció                                            | Commons (més fotos) | Dades a WD                    |
| ------ | ------------- | -------- | ---------------------------------------------- | ------------------- | ---------------------------------------------------------------------------- | ---------------------------------------------------- | ------------------- | ----------------------------- |
|        | Foradada      | Foradada | entitat singular de població capital municipal | 62 hab              | 41° 52′ 33″ N, 1° 00′ 53″ E / 41.87588241°N,1.01474371°E 408 msnm            |                                                      |                     | Modifica les dades a Wikidata |
|        | Marcovau      | Foradada | entitat singular de població                   | 4 hab               | 41° 52′ 08″ N, 1° 02′ 01″ E / 41.868977307164°N,1.0335765754078°E 424 msnm   |                                                      | Marcovau            | Modifica les dades a Wikidata |
|        | Montsonís     | Foradada | entitat singular de població vila closa        | 13rd century 68 hab | 41° 53′ 13″ N, 1° 01′ 21″ E / 41.88701389°N,1.02241667°E 385 msnm            | bé d'interès cultural bé cultural d'interès nacional | Montsonís           | Modifica les dades a Wikidata |
|        | Rubió de Baix | Foradada | entitat singular de població                   | 25 hab              | 41° 54′ 19″ N, 1° 00′ 16″ E / 41.9051620492412°N,1.00450479203002°E 288 msnm |                                                      | Rubió de Baix       | Modifica les dades a Wikidata |
|        | Rubió de Dalt | Foradada | entitat singular de població                   | 22 hab              | 41° 53′ 19″ N, 0° 59′ 34″ E / 41.888727°N,0.992698°E 384 msnm                |                                                      |                     | Modifica les dades a Wikidata |
|        | Rubió del Mig | Foradada | entitat singular de població                   | 19 hab              | 41° 53′ 24″ N, 0° 59′ 19″ E / 41.88998°N,0.988651°E 364 msnm                 |                                                      | Rubió del Mig       | Modifica les dades a Wikidata |

## església
| imatge | Nom                              | Ubicat a  | instància de     | Detalls                                                                           | coordenades                                                                  | Protecció                      | Commons (més fotos)                  | Dades a WD                    |
| ------ | -------------------------------- | --------- | ---------------- | --------------------------------------------------------------------------------- | ---------------------------------------------------------------------------- | ------------------------------ | ------------------------------------ | ----------------------------- |
|        | Salgar                           | Foradada  | església         | Estil: arquitectura romànica arquitectura del Renaixement arquitectura barroca    | 41° 53′ 36″ N, 1° 00′ 46″ E / 41.8933°N,1.01281°E                            | bé cultural d'interès local    | Santuari de la Mare de Déu de Salgar | Modifica les dades a Wikidata |
|        | Sant Eudald del Castell de Rubió | Foradada  | església capella |                                                                                   | 41° 54′ 22″ N, 0° 59′ 53″ E / 41.906074059208°N,0.997917804529228°E 362 msnm |                                |                                      | Modifica les dades a Wikidata |
|        | Sant Josep de Foradada           | Foradada  | església         | Estil: arquitectura barroca arquitectura neoclàssica                              | 41° 52′ 36″ N, 1° 00′ 45″ E / 41.876569°N,1.012567°E                         | bé cultural d'interès local    | Sant Josep de Foradada               | Modifica les dades a Wikidata |
|        | Sant Miquel de Rubió de Baix     | Foradada  | església         | Estil: arquitectura popular                                                       | 41° 54′ 20″ N, 0° 59′ 56″ E / 41.905476°N,0.999°E ca:Rubió de Baix           | bé cultural d'interès local    | Sant Miquel de Rubió de Baix         | Modifica les dades a Wikidata |
|        | Sant Miquel de Rubió del Mig     | Foradada  | església         | Estil: arquitectura popular arquitectura del Renaixement arquitectura neoclàssica | 41° 53′ 21″ N, 0° 59′ 17″ E / 41.889266°N,0.988152°E                         | bé cultural d'interès local    | Sant Miquel de Rubió del Mig         | Modifica les dades a Wikidata |
|        | Sant Salvador de Marcovau        | Foradada  | església         | Estil: arquitectura romànica                                                      | 41° 52′ 06″ N, 1° 02′ 02″ E / 41.868296°N,1.033831°E                         | bé cultural d'interès local    | Sant Salvador de Marcovau            | Modifica les dades a Wikidata |
|        | Sant Urbà de Foradada            | Foradada  | església         | Estil: arquitectura popular                                                       | 41° 52′ 41″ N, 1° 00′ 46″ E / 41.877994°N,1.012682°E                         | bé cultural d'interès local    | Sant Urbà de Foradada                | Modifica les dades a Wikidata |
|        | Sant Urbà de Montsonís           | Montsonís | església         | Estil: arquitectura romànica                                                      | 41° 53′ 12″ N, 1° 01′ 19″ E / 41.886716°N,1.02206°E 400 msnm                 | bé cultural d'interès local    | Sant Urbà de Montsonís               | Modifica les dades a Wikidata |
|        | Santa Maria de Montsonís         | Foradada  | església         | Estil: arquitectura barroca                                                       | 41° 53′ 14″ N, 1° 01′ 20″ E / 41.887112°N,1.022235°E                         | bé cultural d'interès local    | Santa Maria de Montsonís             | Modifica les dades a Wikidata |
|        | la Torrota                       | Foradada  | església         |                                                                                   | 41° 52′ 50″ N, 1° 01′ 45″ E / 41.880427°N,1.029188°E 350 msnm                | bé cultural d'interès nacional | La Torrota (Foradada)                | Modifica les dades a Wikidata |

## font
| imatge | Nom           | Ubicat a | instància de | Detalls | coordenades                                                          | Protecció | Commons (més fotos) | Dades a WD                    |
| ------ | ------------- | -------- | ------------ | ------- | -------------------------------------------------------------------- | --------- | ------------------- | ----------------------------- |
|        | font Púdia    | Foradada | font         |         | 41° 50′ 53″ N, 1° 01′ 09″ E / 41.8480475892657°N,1.01925419733502°E  |           |                     | Modifica les dades a Wikidata |
|        | font del Munt | Foradada | font         |         | 41° 54′ 06″ N, 0° 59′ 57″ E / 41.9017168593181°N,0.99905457212615°E  |           |                     | Modifica les dades a Wikidata |
|        | font del Salí | Foradada | font         |         | 41° 53′ 10″ N, 0° 59′ 51″ E / 41.8862451306491°N,0.997561002299868°E |           |                     | Modifica les dades a Wikidata |

## granja
| imatge | Nom                        | Ubicat a | instància de | Detalls | coordenades                                                         | Protecció | Commons (més fotos) | Dades a WD                    |
| ------ | -------------------------- | -------- | ------------ | ------- | ------------------------------------------------------------------- | --------- | ------------------- | ----------------------------- |
|        | Granges del Guàrdia i Capa | Foradada | granja       |         | 41° 52′ 33″ N, 1° 01′ 04″ E / 41.8757419075478°N,1.01768800075227°E |           |                     | Modifica les dades a Wikidata |
|        | Granges del Simonet        | Foradada | granja       |         | 41° 53′ 29″ N, 1° 02′ 09″ E / 41.8914110040105°N,1.03592245452902°E |           |                     | Modifica les dades a Wikidata |
|        | Granja Grupeco             | Foradada | granja       |         | 41° 54′ 14″ N, 1° 00′ 37″ E / 41.9037954341113°N,1.01034619391771°E |           |                     | Modifica les dades a Wikidata |
|        | Granja de l'Artigues       | Foradada | granja       |         | 41° 53′ 10″ N, 1° 02′ 00″ E / 41.8860344533438°N,1.03330308211896°E |           |                     | Modifica les dades a Wikidata |
|        | Granja de l'Empordanès     | Foradada | granja       |         | 41° 53′ 22″ N, 1° 02′ 16″ E / 41.8893617264927°N,1.03774500373654°E |           |                     | Modifica les dades a Wikidata |
|        | Granja del Cases           | Foradada | granja       |         | 41° 53′ 20″ N, 1° 01′ 28″ E / 41.8889718018402°N,1.02446247110716°E |           |                     | Modifica les dades a Wikidata |
|        | Granja del Montaner        | Foradada | granja       |         | 41° 52′ 39″ N, 1° 00′ 58″ E / 41.8775233201148°N,1.01601811556612°E |           |                     | Modifica les dades a Wikidata |
|        | Granja del Pujol           | Foradada | granja       |         | 41° 53′ 25″ N, 1° 02′ 02″ E / 41.8902045090625°N,1.03383805619251°E |           |                     | Modifica les dades a Wikidata |

## masia
| imatge | Nom                  | Ubicat a | instància de | Detalls | coordenades                                                         | Protecció | Commons (més fotos) | Dades a WD                    |
| ------ | -------------------- | -------- | ------------ | ------- | ------------------------------------------------------------------- | --------- | ------------------- | ----------------------------- |
|        | Ca l'Arnau           | Foradada | masia        |         | 41° 53′ 18″ N, 1° 02′ 03″ E / 41.8883346668628°N,1.03404004929917°E |           |                     | Modifica les dades a Wikidata |
|        | Cal Casablanca       | Foradada | masia        |         | 41° 52′ 05″ N, 1° 02′ 11″ E / 41.867966625147°N,1.03638746657305°E  |           |                     | Modifica les dades a Wikidata |
|        | Cal Caterino         | Foradada | masia        |         | 41° 53′ 08″ N, 1° 01′ 29″ E / 41.885427705594°N,1.02471632562144°E  |           |                     | Modifica les dades a Wikidata |
|        | Cal Mangela          | Foradada | masia        |         | 41° 49′ 29″ N, 1° 00′ 37″ E / 41.8246193239372°N,1.01023564474365°E |           |                     | Modifica les dades a Wikidata |
|        | Cal Perotxes         | Foradada | masia        |         | 41° 52′ 11″ N, 1° 00′ 35″ E / 41.869756811709°N,1.00959506748199°E  |           |                     | Modifica les dades a Wikidata |
|        | Casa Paulo           | Foradada | masia        |         | 41° 53′ 10″ N, 1° 01′ 49″ E / 41.8859738191734°N,1.03029183083452°E |           |                     | Modifica les dades a Wikidata |
|        | Casa del Giliet      | Foradada | masia        |         | 41° 53′ 11″ N, 1° 01′ 49″ E / 41.8863522961454°N,1.03030430599814°E |           |                     | Modifica les dades a Wikidata |
|        | Casa del Pastor      | Foradada | masia        |         | 41° 52′ 46″ N, 1° 01′ 04″ E / 41.8793077332427°N,1.01765006599834°E |           |                     | Modifica les dades a Wikidata |
|        | Casa del Roig        | Foradada | masia        |         | 41° 53′ 13″ N, 1° 01′ 48″ E / 41.8868172743254°N,1.03010922892466°E |           |                     | Modifica les dades a Wikidata |
|        | Casa del Solans      | Foradada | masia        |         | 41° 53′ 12″ N, 1° 01′ 49″ E / 41.8866857655285°N,1.03031816422396°E |           |                     | Modifica les dades a Wikidata |
|        | Cases del Baró       | Foradada | masia        |         | 41° 53′ 20″ N, 1° 01′ 34″ E / 41.8888913453036°N,1.02606799864146°E |           |                     | Modifica les dades a Wikidata |
|        | Masia de Valldeixils | Foradada | masia        |         | 41° 50′ 08″ N, 1° 01′ 07″ E / 41.8354523153276°N,1.01847458333378°E |           |                     | Modifica les dades a Wikidata |

## muntanya
| imatge | Nom                   | Ubicat a                          | instància de | Detalls | coordenades                                                         | Protecció | Commons (més fotos) | Dades a WD                    |
| ------ | --------------------- | --------------------------------- | ------------ | ------- | ------------------------------------------------------------------- | --------- | ------------------- | ----------------------------- |
|        | Cap de la Creu        | Foradada                          | muntanya     |         | 41° 53′ 56″ N, 0° 59′ 06″ E / 41.89878889°N,0.98494083°E 430.3 msnm |           |                     | Modifica les dades a Wikidata |
|        | Castellons Grosses    | Foradada                          | muntanya     |         | 41° 52′ 37″ N, 1° 00′ 15″ E / 41.8769°N,1.0043°E 453.9 msnm         |           |                     | Modifica les dades a Wikidata |
|        | Lo Dos                | Foradada                          | muntanya     |         | 41° 51′ 55″ N, 1° 01′ 47″ E / 41.8652°N,1.02984°E 402 msnm          |           |                     | Modifica les dades a Wikidata |
|        | Lo Tres               | Foradada                          | muntanya     |         | 41° 51′ 51″ N, 1° 01′ 57″ E / 41.86421111°N,1.03263611°E 418.3 msnm |           |                     | Modifica les dades a Wikidata |
|        | Munt de Montsonís     | Foradada                          | muntanya     |         | 41° 53′ 09″ N, 1° 00′ 51″ E / 41.885768°N,1.014055°E 591 msnm       |           |                     | Modifica les dades a Wikidata |
|        | Penyes del Mania      | Cubells Alòs de Balaguer Foradada | muntanya     |         | 41° 52′ 23″ N, 0° 59′ 07″ E / 41.873°N,0.98517°E 638.2 msnm         |           |                     | Modifica les dades a Wikidata |
|        | Puig de Rubió         | Foradada                          | muntanya     |         | 41° 54′ 01″ N, 0° 59′ 22″ E / 41.90014139°N,0.98955°E 432.5 msnm    |           |                     | Modifica les dades a Wikidata |
|        | Serrat de les Forques | Foradada                          | muntanya     |         | 41° 51′ 52″ N, 1° 02′ 20″ E / 41.8644°N,1.03892°E 416.2 msnm        |           |                     | Modifica les dades a Wikidata |
|        | Serrat del Creus      | Foradada                          | muntanya     |         | 41° 51′ 42″ N, 1° 01′ 21″ E / 41.86163889°N,1.02245°E 457.6 msnm    |           |                     | Modifica les dades a Wikidata |
|        | Serrat del Puigverd   | Foradada                          | muntanya     |         | 41° 51′ 48″ N, 1° 01′ 29″ E / 41.86327222°N,1.02468889°E 452.2 msnm |           |                     | Modifica les dades a Wikidata |

## pont
| imatge | Nom               | Ubicat a | instància de | Detalls | coordenades                                                          | Protecció | Commons (més fotos) | Dades a WD                    |
| ------ | ----------------- | -------- | ------------ | ------- | -------------------------------------------------------------------- | --------- | ------------------- | ----------------------------- |
|        | Pont de Font-roca | Foradada | pont         |         | 41° 53′ 16″ N, 0° 59′ 20″ E / 41.8877137465746°N,0.988837147511385°E |           |                     | Modifica les dades a Wikidata |
|        | Pont del Salí     | Foradada | pont         |         | 41° 53′ 06″ N, 0° 59′ 54″ E / 41.8850860911995°N,0.998235977945473°E |           |                     | Modifica les dades a Wikidata |

## serra
| imatge | Nom                | Ubicat a          | instància de | Detalls | coordenades                                                         | Protecció | Commons (més fotos) | Dades a WD                    |
| ------ | ------------------ | ----------------- | ------------ | ------- | ------------------------------------------------------------------- | --------- | ------------------- | ----------------------------- |
|        | Lo Coster          | Foradada          | serra        |         | 41° 52′ 51″ N, 0° 59′ 36″ E / 41.88078889°N,0.99346944°E 498.5 msnm |           |                     | Modifica les dades a Wikidata |
|        | Serra Púdia        | Foradada Agramunt | serra        |         | 41° 50′ 54″ N, 1° 01′ 12″ E / 41.84841111°N,1.01994722°E 486 msnm   |           |                     | Modifica les dades a Wikidata |
|        | serra Alta         | Cubells Foradada  | serra        |         | 41° 51′ 30″ N, 1° 00′ 19″ E / 41.8582°N,1.00519°E 492.2 msnm        |           |                     | Modifica les dades a Wikidata |
|        | serra de Cercós    | Cubells Foradada  | serra        |         | 41° 51′ 57″ N, 0° 59′ 53″ E / 41.8659°N,0.998153°E 476.4 msnm       |           |                     | Modifica les dades a Wikidata |
|        | serra de la Bassa  | Foradada          | serra        |         | 41° 52′ 00″ N, 1° 01′ 43″ E / 41.8666°N,1.02862°E 436.3 msnm        |           |                     | Modifica les dades a Wikidata |
|        | serra de la Vall   | Foradada          | serra        |         | 41° 54′ 06″ N, 0° 59′ 18″ E / 41.9018°N,0.988403°E 603.1 msnm       |           |                     | Modifica les dades a Wikidata |
|        | serra de les Comes | Cubells Foradada  | serra        |         | 41° 50′ 56″ N, 1° 00′ 01″ E / 41.8489°N,1.00028°E 501.9 msnm        |           |                     | Modifica les dades a Wikidata |
|        | serra del Munt     | Foradada          | serra        |         | 41° 53′ 34″ N, 1° 00′ 23″ E / 41.8929°N,1.0064°E 571.3 msnm         |           |                     | Modifica les dades a Wikidata |

## Misc
| imatge | Nom                               | Ubicat a                                     | instància de                 | Detalls                                                                | coordenades | Protecció                                            | Commons (més fotos)               | Dades a WD                    |
| ------ | --------------------------------- | -------------------------------------------- | ---------------------------- | ---------------------------------------------------------------------- | --- | ---------------------------------------------------- | --------------------------------- | ----------------------------- |
|        | Casa de la Vila                   | Foradada                                     | casa consistorial            | Estil: noucentisme                                                     | 41° 52′ 37″ N, 1° 00′ 45″ E / 41.876895°N,1.012406°E                                                                               | bé cultural d'interès local                          | Escoles Ajuntament (Foradada)     | Modifica les dades a Wikidata |
|        | Mina de Montclar                  | Montclar d'Urgell Agramunt Foradada          | túnel obra hidràulica        | 1861 Travessa: Serra de Montclar Hi passa: canal d'Urgell Llarg: 4917m | 41° 52′ 29″ N, 1° 01′ 59″ E / 41.874591°N,1.0331°E ca:Camí del canal d'Urgell                                                      |                                                      | Mina de Montclar                  | Modifica les dades a Wikidata |
|        | Montsonis                         | Foradada                                     | vèrtex geodèsic              | Alt: 1.2m                                                              | 41° 53′ 09″ N, 1° 00′ 51″ E / 41.885755°N,1.014065°E 590.955 msnm                                                                  |                                                      |                                   | Modifica les dades a Wikidata |
|        | Nius de metralladores de Foradada | Foradada                                     | búnquer                      | Estil: arquitectura popular                                            | 41° 52′ 37″ N, 1° 00′ 56″ E / 41.876993°N,1.015659°E                                                                               | bé cultural d'interès local                          | Nius de metralladores de Foradada | Modifica les dades a Wikidata |
|        | Rubió d'Agramunt                  | Foradada                                     | assentament humà             |                                                                        | 41° 53′ 22″ N, 0° 59′ 16″ E / 41.88944444°N,0.98777778°E 365 msnm                                                                  |                                                      |                                   | Modifica les dades a Wikidata |
|        | Rubió de Caps                     | Foradada                                     | casal                        |                                                                        | | bé d'interès cultural bé cultural d'interès nacional |                                   | Modifica les dades a Wikidata |
|        | Segre                             | Catalunya Pirineus Orientals                 | riu curs d'aigua riu aurífer | Desemboca: Ebre Llarg: 265km Conca: 22400km²                           | 42° 24′ 09″ N, 2° 06′ 30″ E / 42.4025°N,2.1084°E 41° 21′ 48″ N, 0° 18′ 16″ E / 41.3633°N,0.3044°E                                  |                                                      | Segre River                       | Modifica les dades a Wikidata |
|        | canal d'Urgell                    | Noguera Urgell Pla d'Urgell Garrigues Segrià | canal de reg                 | Desemboca: Segre Llarg: 144.2km                                        | 41° 55′ 47″ N, 1° 09′ 50″ E / 41.92977111111111°N,1.16391°E 41° 34′ 27″ N, 0° 34′ 37″ E / 41.57407111111111°N,0.5769580555555556°E |                                                      | Canal d'Urgell                    | Modifica les dades a Wikidata |